# Lancing-Gletscher
Der Lancing-Gletscher ist ein 5 km langer Gletscher im Süden Südgeorgiens. Er fließt aus der Allardyce Range vom Mount Corneliussen und dem Smillie Peak in südlicher Richtung und mündet in die Newark Bay.
Der South Georgia Survey kartierte ihn im Zuge seiner von 1951 bis 1957 dauernden Vermessungskampagne. Das UK Antarctic Place-Names Committee benannte ihn 1958 nach der SS Lancing, einem 1898 als SS Flaxwell vom Stapel gelaufenen Schiff, das 1923 zu einem Fabrikschiff für den Walfang umgebaut worden war und zwischen 1925 und 1926 in den Gewässern um Südgeorgien und um die Südlichen Shetlandinseln operiert hatte.